# أبيعزرية
بحسب التناخ، فإن الأبيعزرية هم من ذرية أبيعزر بن همولكة شقيقة جلعاد (سفر أخبار الأيام الأول 7:18)، وهو حفيد مانيسا بن يوسف، ومن ذريته جدعون بن يواش.
وقد وصف جدعون الأبيعزرية بأنها أضعف ذرية مانيسا.